# Чемпионат мира по биатлону 1969
IX-й чемпионат мира по биатлону прошёл в Польше, в Закопане в 1969 году.

## Индивидуальная гонка на 20 км
| Финишный протокол | Финишный протокол | Финишный протокол | Финишный протокол  | Финишный протокол |
| Место             | Страна            | Спортсмен         | Время (отставание) | Промахи           |
| ----------------- | ----------------- | ----------------- | ------------------ | ----------------- |
| 1                 | СССР              | Александр Тихонов | 1:22:46.2          | 5 (2+1+1+1)       |
| 2                 | СССР              | Ринат Сафин       | +2.8               | 3 (0+1+1+1)       |
| 3                 | Норвегия          | Магнар Сольберг   | +1:14.5            | 5 (1+1+1+2)       |

## Эстафета 4×7,5 км
| Место | Страна    | Спортсмен                                                       | Время     | Промахи |
| ----- | --------- | --------------------------------------------------------------- | --------- | ------- |
| 1     | СССР      | Александр Тихонов Виктор Маматов Ринат Сафин Владимир Гундарцев | 1:57:55.1 | …       |
| 2     | Норвегия  | Йон Истад Рагнар Твейтен Магнар Сольберг Эстен Гьелтен          | +6:03.5   | …       |
| 3     | Финляндия | Калеви Вехакула Маури Роппанен Мауно Пелтонен Эско Марттинен    | +7:09.0   | …       |

## Зачет медалей
| Место | Страна    | Золото | Серебро | Бронза | Общее число медалей |
| ----- | --------- | ------ | ------- | ------ | ------------------- |
| 1     | СССР      | 2      | 1       | 0      | 3                   |
| 2     | Норвегия  | 0      | 1       | 1      | 2                   |
| 3     | Финляндия | 0      | 0       | 1      | 1                   |